# 原亚砷酸钠
原亚砷酸钠是一种无机化合物，化学式为Na3AsO3。

## 制备
将三氧化二砷和碳酸钠溶液共煮，可以得到原亚砷酸钠。

## 化学性质
原亚砷酸钠在酸性溶液中可以被活泼金属还原，放出剧毒的AsH3气体。